# Khonds

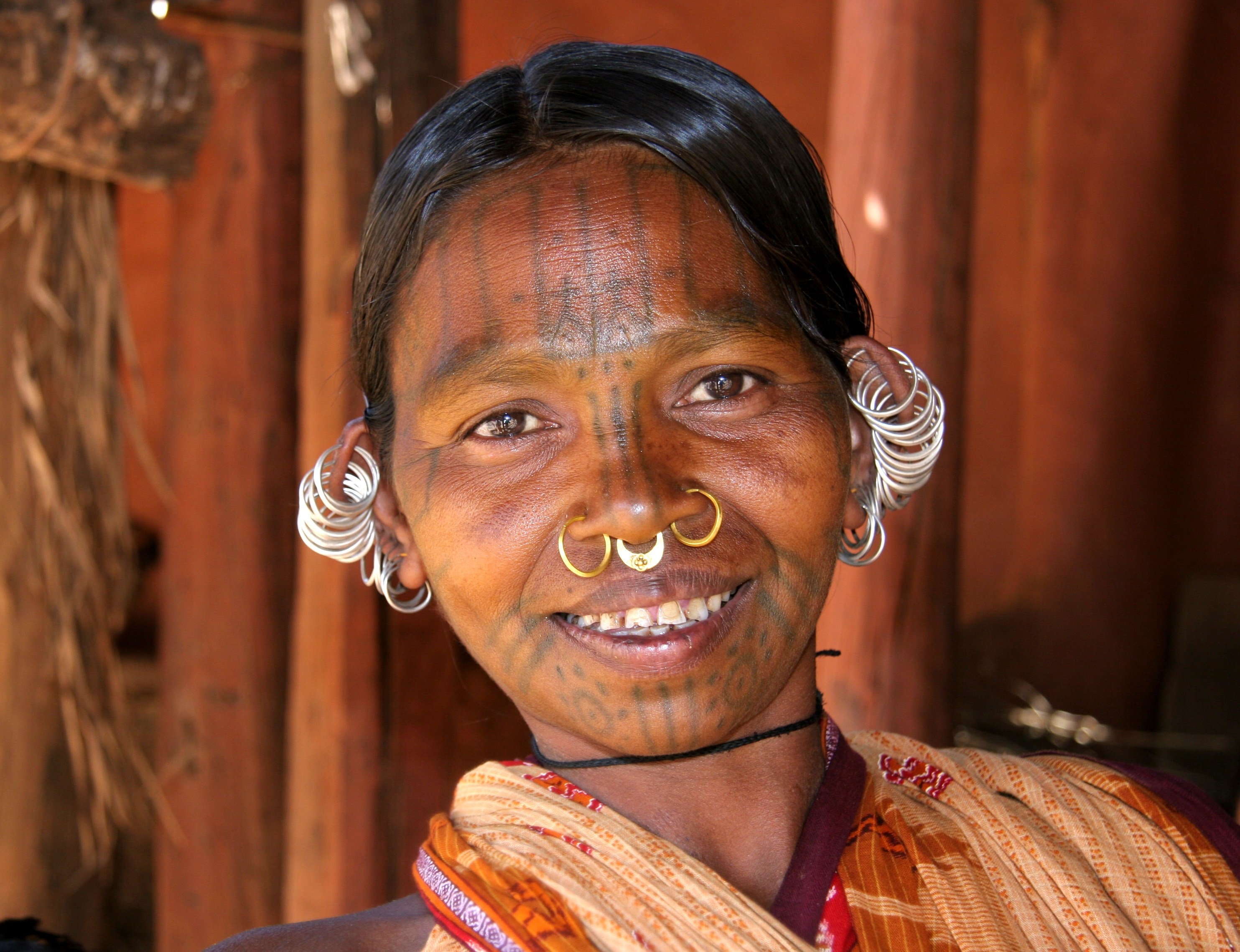
Een vrouw van de Khonds in Odisha

De Khonds, of Kandhs, zijn een etnische groep behorende bij de Adivasi uit Odisha en Srikakulam, India. 
De Khonds leiden nog altijd grotendeels een bestaan van jager-verzamelaar, wat hen afhankelijk maakt van de bosgebieden. Hun religie is het aninisme en telt een pantheon van 83 goden. Ongeveer 55% van de totale bevolking van het district Kandhamal bestaat uit Khonds.
De taal van de Khonds, het Kui, is nauw verbonden aan het Telugu. 
Tijdens de Britse overheersing van India waren de Khonds in de ogen van de Britten berucht om hun gebruik van mensenoffers. Deze offers of Meriah waren bedoeld om de aarde vruchtbaarder te maken.